# Philipp-Reis-Denkmal

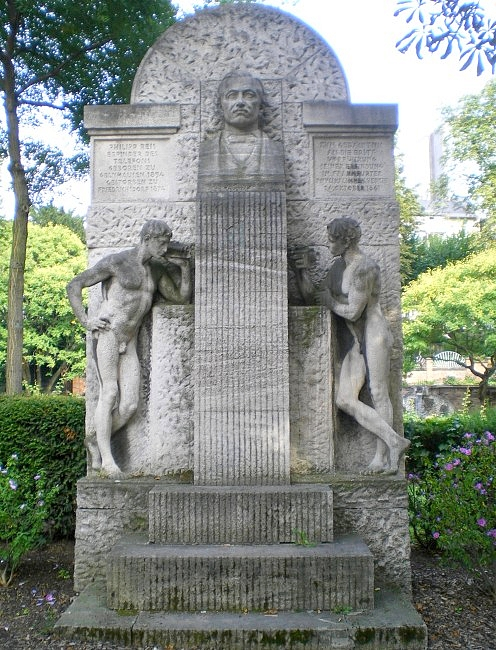
Philipp-Reis-Denkmal

Das Philipp-Reis-Denkmal ist ein 1919 geschaffenes Denkmal in der Eschenheimer Anlage in Frankfurt am Main. Es ehrt den Erfinder des Telefons Philipp Reis.

## Beschreibung

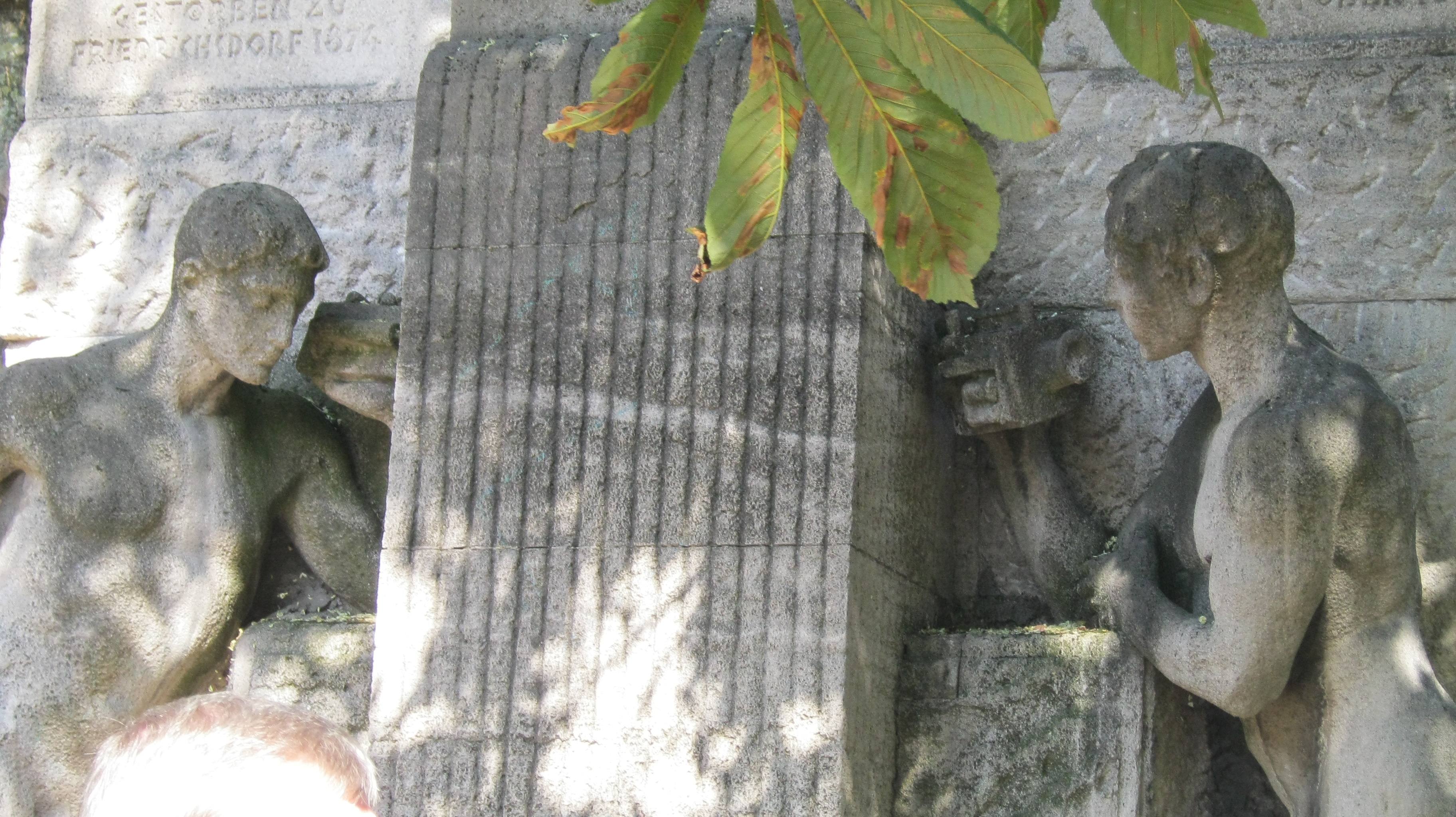
Detailansicht der zwei telefonierenden Männer

Das Denkmal besteht aus Kunststein. In der Mitte befindet sich eine Porträtbüste von Philipp Reis auf einer hohen Stele. Links und rechts davon stehen zwei nackte Jünglinge, die über von Reis entwickelte Telefonapparate miteinander zu telefonieren scheinen. Auf beiden Seiten des Denkmals befindet sich folgende Inschrift:
| Links:                                                                                         | | Rechts: |
| PHILIPP REIS ERFINDER DES TELEFONS GEBOREN ZU GELNHAUSEN 1834 GESTORBEN ZU FRIEDRICHSDORF 1874 | ZUM GEDÄCHTENIS AN DIE ERSTE VORFÜHRUNG SEINER ERFINDUNG IM FRANKFURTER PHYSIKALISCHEN VEREIN 20 OKTOBER 1961 |         |

## Geschichte
Bereits 1898 rief der Physikalische Verein dazu auf, ein Denkmal zu Ehren von Philipp Reis zu errichten. Im Vereinsgebäude am Eschenheimer Tor hatte Reis am 26. Oktober 1861 sein Telephon erstmals öffentlich vorgestellt. Der Verein bildete einen Ausschuss, der das nötige Geld zusammentragen sollte. Die veranschlagte Summe entsprach laut einer britischen Fachzeitschrift 1.500 Pfund Sterling. Nach langen Jahren des Spendensammelns und Planens wurde das Denkmal schließlich von dem Frankfurter Bildhauer Friedrich Hausmann geschaffen und am 18. August 1919 eingeweiht. Nach einer anderen Quelle soll dagegen erst am 26. Oktober 1919 die Grundsteinlegung stattgefunden haben. Bei der Enthüllung soll es aufgrund der zwei dargestellten nackten Jünglinge zu einem Skandal gekommen sein.